# どいかや
どい かや（本名：土井 香弥、1969年〈昭和44年〉7月27日 - ）は、絵本作家。東京都出身。東京造形大学造形学部デザイン学科卒業。2017年、『アイヌのむかしばなし ひまなこなべ』（文/萱野茂）で産経児童出版文化賞産経新聞社賞受賞。

## 主な作品
- 『チップとチョコのおでかけ』文溪堂　1996年　※デビュー作[3]
- 『パンちゃんのおさんぽ』BL出版　1997年
- 『みけねこキャラコ』偕成社　1998年
- 『いたずらコヨーテ　キュウ』BL出版　1999年
- 『チップとチョコのおつかい』文溪堂　1999年
- 『おはなのすきなトラリーヌ』偕成社　2001年
- 『やまねのネンネ』BL出版　2002年
- 『チップとチョコのおるすばん』文溪堂　2002年
- 『トラリーヌとあおむしさん』偕成社　2002年
- 『チリとチリリ』アリス館　2003年
- 『くりちゃんとひまわりのたね』ポプラ社　2004年
- 『チリとチリリ　うみのおはなし』アリス館　2004年
- 『ねずみちゃんとりすちゃん　おしゃべりの巻』学研　2004年
- 『くりちゃんとピーとナーとツー』ポプラ社 2005年
- 『カロンとコロン　はるなつあきふゆ４つのおはなし』2005年
- 『チリとチリリ　まちのおはなし』アリス館　2005年
- 『ふゆのひのトラリーヌ』偕成社　2005年
- 『うさぎのルーピースー』小学館　2006年
- 『チリとチリリ　はらっぱのおはなし』アリス館　2007年
- 『チリとチリリ　ゆきのひのおはなし』アリス館　2010年
- 『チリとチリリ　ちかのおはなし』アリス館　2013年

## 個展
- 2009年 -『どいかや絵本原画展』[5] 絵本ミュージアム清里
- 2016年 -『どいかや展　チリとチリリ』[6] 武蔵野市立吉祥寺美術館